# Patrice Lumumba
Patrice Émery Lumumba (Congo Belga, 2 de julio de 1925-Elisabethville, Estado de Katanga, 17 de enero de 1961)fue un líder anticolonialista y nacionalista congoleño, el primero en ocupar el cargo de primer ministro de la República Democrática del Congo entre junio y septiembre de 1960, tras la independencia de este Estado de la ocupación colonial belga. Derrocado de su cargo de primer ministro en 1960, fue asesinado en 1961. Nombrado héroe nacional en 1966.

## Una educación privilegiada
Patrice Lumumba nació en Onalua en el territorio de Katako-Kombe, Sankuru, en el Congo Belga (actual República Democrática del Congo). Estudió en la escuela católica de los misioneros y más tarde en una escuela protestante dirigida por suecos donde fue un estudiante destacado. Trabajó como empleado de oficina en una sociedad minera de la provincia de Kivu del Sur hasta 1945, después como periodista en Léopoldville (hoy Kinshasa) y Stanleyville (Kisangani), período durante el cual escribió en varios periódicos.
En septiembre de 1954 recibió su carta «de matriculado de honor» raramente concedido por la administración belga a los negros (apenas 200 de los 13 millones de habitantes de la época, por lo que se podía notar, una clarísima discriminación racial).
En 1955 creó una asociación llamada APIC (Asociación del Personal Indígena de la Colonia) y tuvo la ocasión de entrevistarse con el rey Balduino I de Bélgica, quien estaba de viaje por el Congo, sobre la situación de los congoleños.
El ministro del Congo de la época, Auguste Buisseret, quiso hacer evolucionar al Congo y desarrollar una enseñanza pública. Lumumba se afilió al Partido Liberal con otros notables congoleses y, con varios de ellos, acudió a Bélgica por invitación del primer ministro.

## La lucha por la independencia
En 1957, fue encarcelado durante un año a causa de un asunto de malversación de fondos del servicio de correos. Liberado anticipadamente, retomó sus actividades políticas y se convirtió en director de ventas de una cervecería. El gobierno belga emprendió algunas medidas de liberalización: los sindicatos y partidos políticos fueron autorizados.
En 1958, con ocasión de la Exposición universal, algunos congoleños fueron invitados a Bélgica. Indignados por la imagen degradante de su pueblo que mostraba la exposición, Lumumba y algunos compañeros políticos aumentaron los contactos con los círculos anticolonialistas. Tras su retorno al Congo, creó el Movimiento Nacional Congolés (MNC) en Léopoldville (actual Kinshasa), el 5 de octubre de 1958, y con tal nombre, participó en la Conferencia Panafricana de Acra, que fue un punto de inflexión política esencial para él. Se reunió, entre otros, con el francés nacido en La Martinica Frantz Fanon, el ghanés Kwame Nkrumah y el camerunés Felix-Roland Moumié, quienes tenían en común que destacaban los efectos nocivos del regionalismo, el etnismo y el tribalismo, que, a su juicio, socavaban la unidad nacional y facilitaban la penetración del neocolonialismo. Al final de la conferencia, Lumumba fue nombrado miembro permanente del comité de coordinación. Consiguió organizar una reunión para dar cuenta de dicha conferencia, durante la cual reivindicó la independencia delante de más de 10 000 personas. Describió el objetivo del MNC refiriéndose a «la liquidación del dominio colonialista y la explotación del hombre por el hombre».
En 1959, la represión cayó sobre los movimientos nacionalistas. En enero, la prohibición de un mitin de la ABAKO (asociación independentista) y su represión produjeron oficialmente 42 muertos según las autoridades coloniales, pero varios centenares según algunas estimaciones. Se disolvió el ABAKO y su líder, Joseph Kasa-Vubu, fue deportado a Bélgica. En octubre de 1959, el MNC y otros partidos independentistas organizaron una reunión en Stanleyville (actual Kisangani). A pesar de contar con un fuerte respaldo popular, las autoridades belgas intentaron detener a Lumumba, produciéndose un motín que se cobró 30 muertos. Lumumba fue arrestado algunos días más tarde, juzgado en enero de 1960 y condenado a seis meses de prisión el 21 de enero.
Al mismo tiempo, las autoridades belgas organizaron reuniones con los independentistas en las cuales participó finalmente Lumumba, que fue liberado de facto el 26 de enero. De modo sorpresivo, Bélgica concedió al Congo la independencia, hecha efectiva el 30 de junio de 1960, realizando Lumumba un duro discurso en el que condenaba las tropelías cometidas por los belgas. Sin embargo, la concesión de la independencia fue dada solo si el Congo heredaba la deuda externa de Bélgica, con lo cual este joven país nació endeudado y teniendo que devolver un préstamo que jamás recibió, lo cual lo hundió desde su inicio en una crisis económica.

## Carrera política y asesinato

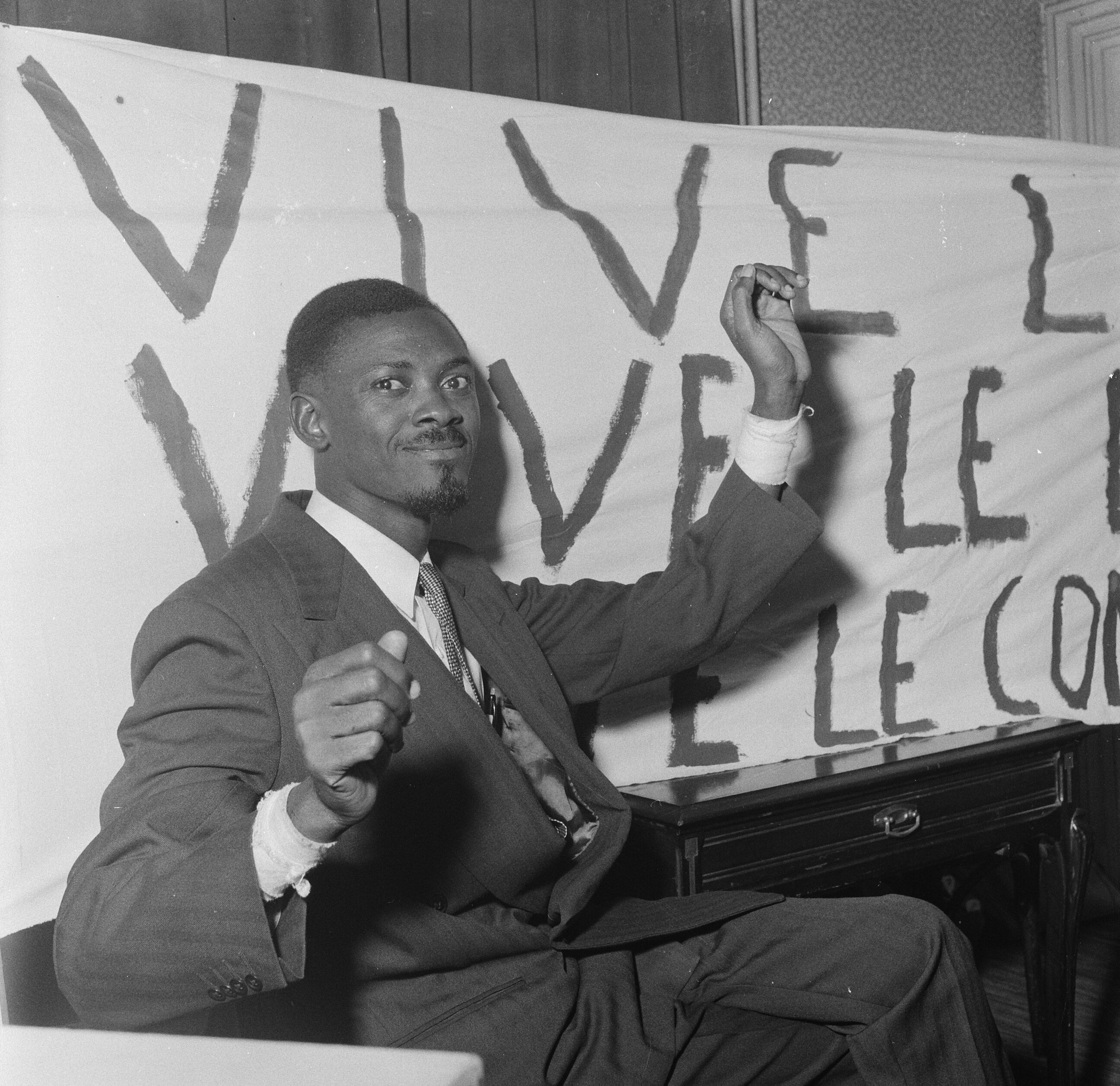
Lumumba en 1960 en una mesa redonda sobre el Congo celebrada en Bruselas

El MNC y sus aliados ganaron las elecciones organizadas en mayo y, el 23 de junio de 1960, Patrice Émery Lumumba se convirtió en el primer ministro del Congo independiente. Dado que buena parte de la administración pública y de los cuadros del ejército siguieron siendo de nacionalidad belga, Lumumba decretó la africanización del ejército y de los empleados públicos.
En 1960, dos años después de Ghana, el Congo acogió una conferencia panafricana. Frente a la secesión del Katanga —una vasta provincia del sur del país, dirigida por Moïse Kapenda Tschombe— con el apoyo de Bélgica, que estaba interesada en sus ricos yacimientos mineros, Lumumba denunció el federalismo como una maniobra neocolonialista:

Bajo el camuflaje de la palabra federalismo, queremos oponernos a las poblaciones del Congo [....]. Lo que estamos viendo hoy es que quienes defienden el federalismo, en realidad defienden el separatismo. Lo que está sucediendo en Katanga son unos pocos colonos que dicen: este país se está independizando y toda su riqueza servirá a esta gran nación, las naciones negras. No necesitamos a Katanga como Estado independiente para que mañana sea el gran capitalismo el que domine a los africanos.
Patrice Lumumba

La ONU ordenó a Bélgica que retirara sus tropas, pero tras varias resoluciones contradictorias, rechazó la opción militar y calificó el conflicto de Katanga de «conflicto interno». El 12 de agosto de 1960, Bélgica firmó un acuerdo con Tshombé, reconociendo de facto la independencia de Katanga. Cuando Lumumba decidió reaccionar enviando tropas para tomar el control de la región, la ONU revirtió su posición inicial e impuso militarmente un alto el fuego, impidiendo la entrada de tropas congoleñas. [cita requerida]
En un telegrama fechado el 26 de agosto, el director de la CIA Allen Dulles dijo a sus agentes en Leopoldville acerca de Lumumba: «Hemos decidido que su eliminación es nuestro objetivo más importante y que, en las circunstancias actuales, merece alta prioridad en nuestra acción secreta».
Ante la «traición» de las Naciones Unidas, Lumumba llamó a la solidaridad africana y reafirmó su intención de resistir: «Todo el mundo ha comprendido que si el Congo muere, toda África se cae en la noche de la derrota y la servidumbre. Una vez más, esto es una prueba viviente de la unidad africana. Esta es la prueba concreta de que sin esta unidad no podríamos vivir frente a los monstruosos apetitos del imperialismo. Entre la esclavitud y la libertad, no hay compromiso». 
También en agosto de 1960, en el contexto de la Guerra Fría, Lumumba pidió apoyo a la Unión Soviética, que auxilió al régimen de Lumumba con dinero, armamento y, sobre todo, con un millar de técnicos y asesores. Ante ello, el 4 de septiembre de 1960, el presidente Joseph Kasa-Vubu anunció en la radio la destitución de Lumumba y de los ministros nacionalistas, aunque no tenía ningún derecho constitucional a hacerlo; a la mañana siguiente lo reemplazó por Joseph Iléo. Kasa-Vubu culpó públicamente a Lumumba por la masacre de miles de personas a manos de las fuerzas armadas durante la invasión de Kasai del Sur en agosto y por la participación soviética en el país. Sin embargo, Lumumba declaró que seguirá en el cargo. El Consejo de Ministros y el Parlamento votaron una moción para mantenerlo y, a su vez, Lumumba destituyó al presidente Kasa-Vubu acusándole de alta traición; [cita requerida] ambos líderes cursaron órdenes al coronel Joseph Désiré Mobutu donde cada uno requería el arresto del otro, convirtiendo a Mobutu en el árbitro de la situación.
Tras un golpe de Estado apoyado por el presidente Kasa-Vubu, el coronel Joseph Désiré Mobutu se hizo con el poder en diciembre de 1960, pero Lumumba se escapó de la capital para intentar tomar Stanleyville, región donde contaba con numerosos seguidores, esperando utilizarla como base de su régimen y aprovechar el apoyo soviético. Sin embargo, los esbirros de Mobutu le siguieron la pista y la ONU se negó a darle nueva protección. La CIA, mediante «Acción Ejecutiva», ordenó su asesinato para favorecer los intereses de las multinacionales estadounidenses. El agente de la CIA en el Congo fue el espía Frank Carlucci.  Lumumba fue arrestado por las tropas del régimen de Kasa-Vubu mientras pasaba el río Sankuru en Mweka y enviado al campamento militar de Thysville por orden de Mobutu, supuestamente para su «protección».
El 17 de enero de 1961, Lumumba, Mpolo y Okito fueron conducidos en avión a Elisabethville, capital de la secesionista Katanga, donde fueron ejecutados esa misma tarde en presencia de Tshombe, Munongo, Kimba, dirigentes del Estado de Katanga y agentes de espionaje belgas y norteamericanos. Al día siguiente se hicieron desaparecer los restos de las víctimas.
Varios de sus seguidores fueron ejecutados en los días que siguieron, al parecer con la participación de militares o mercenarios belgas.
La muerte de Lumumba fue muy lamentada por el Movimiento de Países No Alineados, incluyendo a uno de sus verdugos, el general Mobutu, que en 1966 lo nombró héroe nacional, negando oficialmente cualquier responsabilidad por el asesinato. El retorno desde Egipto de su mujer Pauline y de sus hijos fue considerado como un acontecimiento nacional.

## La Guerra Fría y la intervención occidental
Se especuló largamente en su día sobre el papel de las potencias occidentales en general y de los Estados Unidos en particular en la muerte de Lumumba, bajo el pretexto de que cabría temer una deriva del Congo Belga hacia la URSS. En efecto, Lumumba, que siempre negó ser comunista reconociéndose sólo como nacionalista de su país, hizo llamamientos a los soviéticos durante la Guerra de Katanga al no responder los EE. UU., ni la ONU a sus peticiones de ayuda militar para poner fin a la guerra civil. La CIA y el gobierno belga dieron ayuda financiera y técnica a los opositores de Lumumba y suministraron armas a Mobutu.

Los lazos de la CIA con Mobutu se remontaban a 1960, el año en que la CIA planeó el asesinato de Lumumba. Un cable del 25 de agosto de 1960 al jefe de la oficina de la CIA del entonces Director de la Central de Inteligencia, Allen Dulles, señalaba que «la destitución de Lumumba debe ser un objetivo primordial y urgente y que, bajo las presentes condiciones, debería ser una prioridad fundamental de nuestra acción encubierta». Antes de que pudiera concretarse el plan de la CIA, Lumumba fue asesinado por otro grupo de seguidores de Mobutu.

En aquellos años (1965), el Che Guevara se hallaba con un grupo de cubanos y congoleños, principalmente, como apoyo de Cuba al movimiento de liberación nacional, llamado por el mismo Guevara a los combatientes congoleños los «Freedom Fighters», el cual resultaría en tremendo fracaso, debido a la poca conciencia y disciplina africana por la liberación de su país y los malos tratos hacia los otros nativos, haciendo que el apoyo campesino fuese muy tenue. La CIA, al percatarse de la presencia de los cubanos, ya que la manufactura de algunas partes de su ropa hallada llevaba la etiqueta «Hecho en Cuba», envió apoyo mercenario, con cubanos disidentes y austríacos, además de aviones de combate y armamento.
El Gobierno belga reconoció en 2002 solo «una parte» de su responsabilidad en los acontecimientos que condujeron a la muerte de Lumumba: 

A la luz de los criterios aplicados hoy, algunos miembros del gobierno de entonces y algunos representantes belgas de la época tienen una parte irrefutable de responsabilidad en los acontecimientos que condujeron a la muerte de Patrice Lumumba. El gobierno estima, por tanto, que debe presentar a la familia de Lumumba y al pueblo congoleño su profundo y sincero pesar y sus excusas por el dolor que les ha sido infligido por tal apatía y fría neutralidad.

Por su parte, Estados Unidos, a través de su Departamento de Estado, reconoció en enero de 2014 su implicación en el derrocamiento y asesinato de Lumumba al publicar un nuevo volumen de la historia de su diplomacia, que incluía numerosa documentación sobre sus actividades secretas.El nuevo volumen recibe el nombre de Foreign Relations of the United States (FRUS), Volume XXII, Congo, 1960-1968.

## Repatriación y sepelio
El 22 de junio de 2022, el fiscal belga Frederic Van Leeuw entregó a los familiares de Lumumba un diente, que fue todo lo recuperado del héroe asesinado, en una ceremonia transmitida por la televisión. Dijo que las acciones legales habían permitido avanzar hacia la justicia y agregó: «Le agradezco los pasos legales que han tomado porque, sin estos pasos no estaríamos donde estamos hoy. Esto ha permitido que la justicia de nuestro país pueda avanzar».
La República Democrática del Congo anunció tres días de duelo nacional por la llegada y entierro de los restos, del 27 al 30 de junio, coincidiendo con el 62.º aniversario de la independencia de Bélgica.

## Reconocimientos
- En su honor la Unión Soviética nombró a la Universidad Patrice Lumumba (1961-1991).
- Lumumba, la mort d'un prophète, documental europeo de 1990.

## Cultura popular
En la película Lumumba (2000), Patrice Lumumba es interpretado por Eriq Ebouaney.
También es mencionado su asesinato en la canción Rodriguez y Recabarren de Violeta Parra.